# Mathias Lessort
Mathias Lessort (* 29. September 1995 in Fort-de-France) ist ein französischer Basketballspieler.

## Laufbahn
Der im französischen Überseegebiet Martinique geborene Lessort wechselte im Alter von 15 Jahren in den Nachwuchsbereich des Erstligisten Élan Sportif Chalonnais. Im Spieljahr 2014/15 gab er seinen Einstand in der Profimannschaft des Klubs, 2016 wechselte er innerhalb der ersten Liga Frankreichs zu JSF Nanterre. Dort machte Lessort einen weiteren Entwicklungsschritt und erzielte im Laufe der Saison 2016/17 in 34 Ligaeinsätzen im Schnitt 10,4 Punkte sowie 7,2 Rebounds je Begegnung. Mit Nanterre gewann er in diesem Spieljahr den FIBA Europe Cup. Beim Draft-Verfahren der nordamerikanischen NBA im Jahr 2017 sicherten sich die Philadelphia 76ers in der zweiten Auswahlrunde (50. Stelle) die Rechte am Franzosen. Lessort blieb jedoch in Europa und spielte in der Saison 2017/18 für den serbischen Spitzenklub Roter Stern Belgrad. In Belgrad machte er insbesondere durch seine kraftvolle und energiegeladene Spielweise auf sich aufmerksam. Mit Roter Stern nahm er auch an der EuroLeague teil und erzielte in 30 Einsätzen im Durchschnitt 8,5 Punkte sowie 5,7 Rebounds.
In der Sommerpause 2018 wurde er vom spanischen ACB-Verein Unicaja Málaga verpflichtet. Er kam in 34 ACB-Hauptrundenbegegnungen der 2018/19er Saison auf einen Mittelwert von 8,8 Punkten und sammelte durchschnittlich 5,4 Rebounds pro Partie ein. Anfang August 2019 wurde er vom deutschen Bundesligisten FC Bayern München verpflichtet. In der Sommerpause 2020 zog es ihn zum französischen Erstligisten AS Monaco. Mit der Mannschaft errang er Ende April 2021 den Sieg im EuroCup.
Ende September 2021 unterzeichnete Lessort einen für zwei Monate geltenden Vertrag bei Maccabi Tel Aviv und verließ die Mannschaft nach dessen Ende. Im Dezember 2021 wurde er von KK Partizan Belgrad verpflichtet. In der Saison 2022/23 gewann er mit Partizan den Meistertitel in der Adriatischen Basketballliga.
Ende Juni 2023 wurde der Franzose von der griechischen Spitzenmannschaft Panathinaikos Athen verpflichtet. Im Mai 2024 gewann Lessort mit Panathinaikos die Euroleague und im Juni 2024 die griechische Meisterschaft.

### Nationalmannschaft
Mit der französischen U20-Nationalmannschaft nahm er 2014 und 2015 an den Europameisterschaftsturnieren dieser Altersklasse teil. 2017 bestritt er sein erstes Länderspiel für die Herrennationalmannschaft. Bei der Weltmeisterschaft 2019 gewann er mit der Mannschaft die Bronzemedaille. Er gehörte zur französischen Mannschaft, die 2024 bei den Olympischen Sommerspielen in Paris Silber gewann.